# Charlotte Auguste von Großbritannien, Irland und Hannover

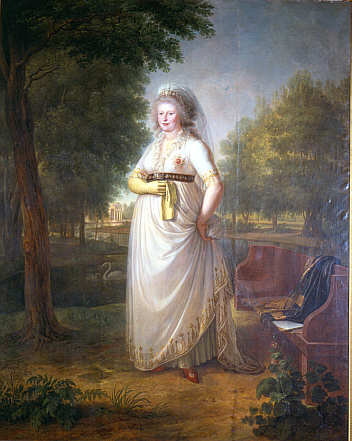
Charlotte als Herzogin von Württemberg, 1798

Charlotte Auguste Mathilde von Großbritannien, Irland und Hannover, Princess Royal (* 29. September 1766 im Buckingham Palace, London; † 5. Oktober 1828 in Ludwigsburg) war eine britisch-hannoversche Prinzessin, Princess Royal und durch Heirat Herzogin und später die erste Königin von Württemberg.

## Leben

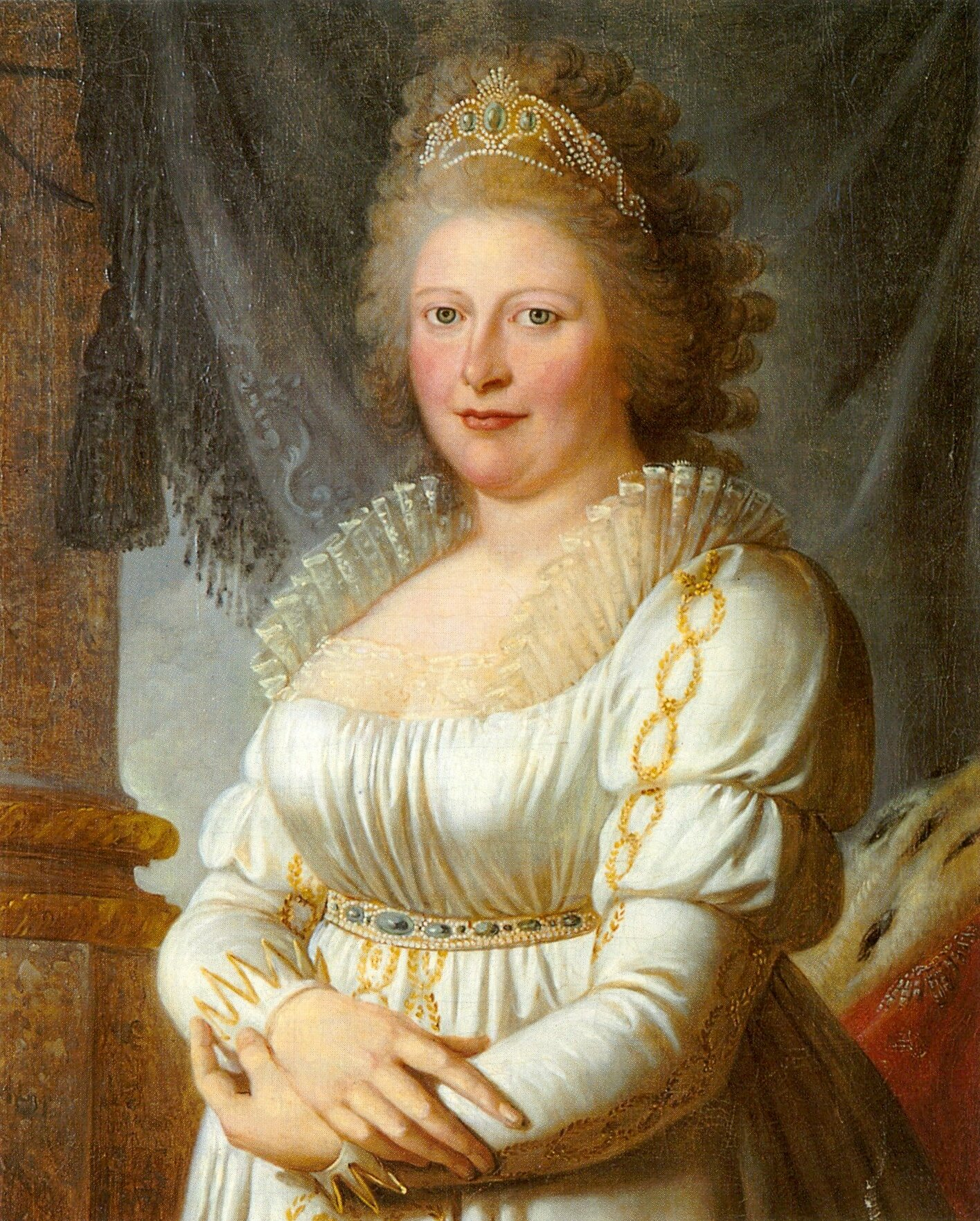
Charlotte als Königin von Württemberg, um 1810

Wappen von Charlotte als Princess Royal

Prinzessin Charlotte Auguste Mathilde wurde am 29. September 1766 in London als älteste Tochter des britischen Königs Georg III. (1738–1820) aus dem Haus Hannover und dessen Ehefrau Prinzessin Sophie Charlotte von Mecklenburg-Strelitz geboren.
Am 18. Mai 1797 heiratete die Princess Royal in London im St James’s Palace den württembergischen Erbprinzen Friedrich (1754–1816). Die Heirat sollte Württemberg den Rücken gegen Frankreich stärken. Zugleich war das Haus Hannover dafür bekannt, seine Töchter mit einer hohen Mitgift auszustatten. Das gemeinsame Kind, eine Tochter, wurde Ende April 1798 tot geboren. 
Trotz der Launen des oft herrischen Ehemanns pflegten Charlotte und Friedrich einen respektvollen Umgang, da sie ihn sehr verehrte. Als gebildete, fromme und warmherzige Frau überließ sie ihm die Politik und konzentrierte sich ganz auf Haushalt und Familie. Charlotte blieb selbst kinderlos, allerdings sorgte sie für Friedrichs Kinder aus erster Ehe mit Prinzessin Auguste Karoline von Braunschweig-Wolfenbüttel, ihrerseits einer Nichte von Charlottes Vater Georg III. Charlotte hatte vor allem eine enge Verbindung zu ihrer Stieftochter, Prinzessin Katharina von Württemberg (1783–1835), späterer Königin von Westphalen, deren Erziehung sie übernahm. Dazu engagierte sich Charlotte für die Gründung des Ludwigsburger Mathildenstifts, das sich verwahrloster Kinder annahm.
Als 1800 französische Truppen Württemberg besetzten, flohen Friedrich und Charlotte nach Erlangen. Im darauf folgenden Jahr trat Herzog Friedrich in Verhandlung mit Napoléon Bonaparte, auf dessen Seite er 1803 wechselte. Württemberg vergrößerte sich erheblich und wurde am 1. Januar 1806 zum Königreich erhoben. Charlotte wurde in Stuttgart an der Seite Friedrichs zur ersten Königin des Landes gekrönt. Württemberg trat aus dem Heiligen Römischen Reich Deutscher Nation aus und schloss sich dem unter Napoléons Druck gegründeten Rheinbund an. Da sich Friedrich und Württemberg nun auf der gegnerischen Seite Großbritanniens befanden, weigerte sich Charlottes Mutter, Königin Charlotte von Großbritannien, die königlichen Titel ihrer Tochter und ihres Schwiegersohnes anzuerkennen. Allerdings wechselte Friedrich 1813 nach der Völkerschlacht von Leipzig erneut auf die Seite der alliierten Mächte. Als Schwager des britischen Kronprinzen Georg genoss er hier trotz seiner zeitweiligen Abtrünnigkeit Privilegien: Nach dem Sturz Napoleons nahm er 1814/1815 am Wiener Kongress teil und wurde als König von Württemberg bestätigt.
Königin Charlotte Mathilde war künstlerisch tätig. Sie malte und stickte; noch heute sind von ihr bemalte Gegenstände und bestickte Möbelbezüge im Schloss Ludwigsburg zu sehen. Auch in englischen Schlössern dürften noch einige ihrer Arbeiten zu sehen sein, nachdem sie ihrem Vater selbst gefertigte oder dekorierte Gegenstände nach England schickte. 
Als König Friedrich 1816 starb, wurde er in der Gruft des Schlosses Ludwigsburg beigesetzt. Charlotte nahm ihren Wohnsitz in Schloss Ludwigsburg, um ihrem Mann möglichst nahe zu sein. Im Jahre 1819 wurde Charlotte die Taufpatin ihrer Nichte Prinzessin Viktoria von Kent, der späteren Königin Viktoria, und somit deren Bevollmächtigte. 1827 kehrte Charlotte das erste Mal seit ihrer Heirat 1797 mit ihrem Leibarzt Franz Heim in ihre britische Heimat zurück, um dort ein Lungenödem behandeln zu lassen. Im darauf folgenden Jahr, am 5. Oktober 1828, starb Charlotte in Ludwigsburg. Sie wurde in der Gruft des Schlosses Ludwigsburg an der Seite ihres Ehemanns beigesetzt.

## Ahnentafel
| Ahnentafel Charlotte Auguste von Großbritannien | Ahnentafel Charlotte Auguste von Großbritannien                                           | Ahnentafel Charlotte Auguste von Großbritannien                                                                | Ahnentafel Charlotte Auguste von Großbritannien                                                                         | Ahnentafel Charlotte Auguste von Großbritannien                                                                     | Ahnentafel Charlotte Auguste von Großbritannien                                                                         | Ahnentafel Charlotte Auguste von Großbritannien                                                                              | Ahnentafel Charlotte Auguste von Großbritannien                                                                        | Ahnentafel Charlotte Auguste von Großbritannien                                                                        |
| ----------------------------------------------- | ----------------------------------------------------------------------------------------- | --- | --- | --- | --- | --- | --- | --- |
| Urur- groß- eltern                              | König Georg I. (1660–1727) ⚭ 1682 Sophie Dorothea von Braunschweig-Lüneburg (1666–1726)   | Markgraf Johann Friedrich von Brandenburg-Ansbach (1654–1686) ⚭ 1681 Eleonore von Sachsen-Eisenach (1662–1696) | Herzog Friedrich I. von Sachsen-Gotha-Altenburg (1646–1691) ⚭ 1669 Magdalena Sibylle von Sachsen-Weißenfels (1648–1681) | Fürst Karl Wilhelm von Anhalt-Zerbst (1652–1718) ⚭ 1676 Sophia von Sachsen-Weißenfels (1654–1724)                   | Herzog Adolf Friedrich I. von Mecklenburg (1588–1658) ⚭ 1635 Marie Katharina von Braunschweig-Dannenberg (1616–1665)    | Fürst Christian Wilhelm von Schwarzburg-Sondershausen (1647–1721) ⚭ 1673 Antonie Sibylle von Barby und Mühlingen (1641–1684) | Herzog Ernst von Sachsen-Hildburghausen (1655–1715) ⚭ 1680 Sophia Henriette von Waldeck (1662–1702)                    | Graf Georg Ludwig I. von Erbach-Erbach (1643–1693) ⚭ 1664 Gräfin Amalia Katharina von Waldeck-Eisenberg (1640–1697)    |
| Ur- groß- eltern                                | König Georg II. (1683–1760) ⚭ 1705 Caroline von Brandenburg-Ansbach (1683–1737)           | König Georg II. (1683–1760) ⚭ 1705 Caroline von Brandenburg-Ansbach (1683–1737)                                | Herzog Friedrich II. von Sachsen-Gotha-Altenburg (1676–1732) ⚭ 1696 Magdalena Augusta von Anhalt-Zerbst (1679–1740)     | Herzog Friedrich II. von Sachsen-Gotha-Altenburg (1676–1732) ⚭ 1696 Magdalena Augusta von Anhalt-Zerbst (1679–1740) | Herzog Adolf Friedrich II. von Mecklenburg-Strelitz (1658–1708) ⚭ 1705 Emilie von Schwarzburg-Sondershausen (1681–1751) | Herzog Adolf Friedrich II. von Mecklenburg-Strelitz (1658–1708) ⚭ 1705 Emilie von Schwarzburg-Sondershausen (1681–1751)      | Herzog Ernst Friedrich I. von Sachsen-Hildburghausen (1681–1724) ⚭ 1704 Sophia Albertine von Erbach-Erbach (1683–1742) | Herzog Ernst Friedrich I. von Sachsen-Hildburghausen (1681–1724) ⚭ 1704 Sophia Albertine von Erbach-Erbach (1683–1742) |
| Groß- eltern                                    | Prinz Friedrich Ludwig (1707–1751) ⚭ 1736 Augusta von Sachsen-Gotha-Altenburg (1719–1772) | Prinz Friedrich Ludwig (1707–1751) ⚭ 1736 Augusta von Sachsen-Gotha-Altenburg (1719–1772)                      | Prinz Friedrich Ludwig (1707–1751) ⚭ 1736 Augusta von Sachsen-Gotha-Altenburg (1719–1772)                               | Prinz Friedrich Ludwig (1707–1751) ⚭ 1736 Augusta von Sachsen-Gotha-Altenburg (1719–1772)                           | Herzog Karl zu Mecklenburg (1708–1752) ⚭ 1735 Elisabeth Albertine von Sachsen-Hildburghausen (1713–1761)                | Herzog Karl zu Mecklenburg (1708–1752) ⚭ 1735 Elisabeth Albertine von Sachsen-Hildburghausen (1713–1761)                     | Herzog Karl zu Mecklenburg (1708–1752) ⚭ 1735 Elisabeth Albertine von Sachsen-Hildburghausen (1713–1761)               | Herzog Karl zu Mecklenburg (1708–1752) ⚭ 1735 Elisabeth Albertine von Sachsen-Hildburghausen (1713–1761)               |
| Eltern                                          | König Georg III. (1738–1820) ⚭ 1761 Sophie Charlotte von Mecklenburg-Strelitz (1744–1818) | König Georg III. (1738–1820) ⚭ 1761 Sophie Charlotte von Mecklenburg-Strelitz (1744–1818)                      | König Georg III. (1738–1820) ⚭ 1761 Sophie Charlotte von Mecklenburg-Strelitz (1744–1818)                               | König Georg III. (1738–1820) ⚭ 1761 Sophie Charlotte von Mecklenburg-Strelitz (1744–1818)                           | König Georg III. (1738–1820) ⚭ 1761 Sophie Charlotte von Mecklenburg-Strelitz (1744–1818)                               | König Georg III. (1738–1820) ⚭ 1761 Sophie Charlotte von Mecklenburg-Strelitz (1744–1818)                                    | König Georg III. (1738–1820) ⚭ 1761 Sophie Charlotte von Mecklenburg-Strelitz (1744–1818)                              | König Georg III. (1738–1820) ⚭ 1761 Sophie Charlotte von Mecklenburg-Strelitz (1744–1818)                              |
| Charlotte Auguste von Großbritannien            |                                                                                           | | | | | | | |

## Titel und Prädikat
- Her Royal Highness The Princess Royal (29. September 1766 – 18. Mai 1797)[1]
- Ihre königliche Hoheit Kronprinzessin Charlotte Auguste von Württemberg (18. Mai 1797 – 22. Dezember 1797)
- Ihre königliche Hoheit Charlotte Auguste, Herzogin von Württemberg (22. Dezember 1797 – 25. Februar 1803)
- Ihre königliche Hoheit Charlotte Auguste, Kurfürstin von Württemberg (25. Februar 1803 – 1. Januar 1806)
- Ihre Majestät Charlotte Auguste, Königin von Württemberg (1. Januar 1806 – 30. Oktober 1816)
- Ihre Majestät Charlotte Auguste, Königin von Württemberg (als Witwe 30. Oktober 1816 – 5. Oktober 1828)